# استفان گرنیر (تنیس‌باز)
 استفان گرونیه (انگلیسی: Stéphane Grenier؛ زاده ۹ ژانویه ۱۹۶۸) یک تنیس‌باز اهل فرانسه است.